# Saimi Kling
Saimi Kling, född 4 oktober 1945 i Göteborg, död 9 april 2002, var en svensk textilkonstnär.
Kling studerade vid Kyoto City College of Fine Art i Japan och utexaminerades från Konstfackskolan (textil) 1969. Hon utbildades av Edna Martin. Hon var huvudlärare i textil konst och formgivning vid Konstfackskolan 1979–1989 och deltog i flertal samlingsutställningar och separatutställningar i Sverige och utomlands.
Tillsammans med Veronica Nygren startade hon Fiber Art Sweden (FAS), ett nätverk för textilkonstnärer.
Saimi Kling finns representerad i Nationalmuseets samlingar och Statens konstråd.